# Titularbistum Trebenna
Trebenna ist ein Titularbistum der römisch-katholischen Kirche. 
Es geht zurück auf ein früheres Bistum der antiken Stadt Trebenna in der kleinasiatischen Landschaft Pamphylien im Südwesten der heutigen Türkei. Das Bistum gehörte der Kirchenprovinz Perge an.
| Titularbischöfe von Trebenna |                                 |                                                  |                |                 |
| Nr.                          | Name                            | Amt                                              | von            | bis             |
| 1                            | István Révész                   | Militärordinarius von Ungarn (Königreich Ungarn) | 3. Juni 1928   | 18. Januar 1929 |
| 2                            | Inocéncio Lopez Santamaria OdeM | Prälat in Bom Jesus do Gurguéia (Brasilien)      | 1. August 1930 | 9. März 1958    |
| 3                            | Paul Francis Leibold            | Weihbischof in Cincinnati (Ohio, USA)            | 10. April 1958 | 4. April 1966   |